# Araneus royi
Araneus royi är en spindelart som beskrevs av Roewer 1961. Araneus royi ingår i släktet Araneus och familjen hjulspindlar.
Artens utbredningsområde är Senegal. Inga underarter finns listade i Catalogue of Life.